# 다키하라정
다키하라정(滝原町)은 미에현 와타라이군에 있던 정이다. 현재의 다이키정의 중심부, 우치야마강 중류에 해당한다

## 역사
- 1889년 4월 1일 - 정촌제 시행에 의해 와타라이군 다키하라촌이 성립하였다.
- 1940년 2월 11일 - 정으로 승격해 다키하라정이 되었다.
- 1956년 9월 30일 - 나나호촌과 합병해 오미야정이 성립하여, 동일 다키하라정은 폐지되었다.

## 교통

### 철도
- 일본국유철도
  - 기세이 본선

### 도로
- 국도 제170호선 (현 국도 제42호선)

## 참고문헌
- 가도카와 일본 지명 대사전 24 三重県